# 다루미 히데오

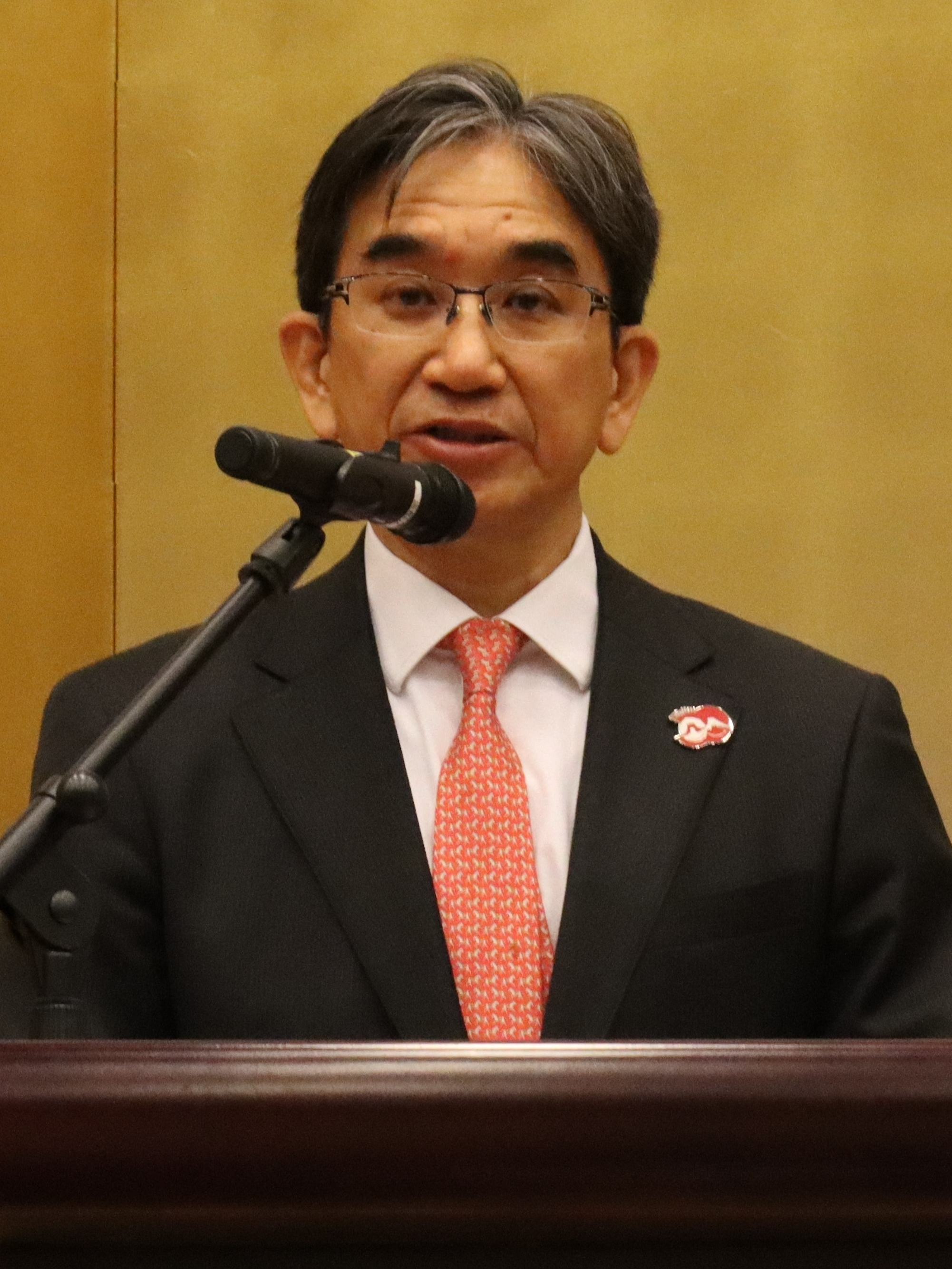
다루미 히데오(2022년)

다루미 히데오(일본어: 垂 秀夫, 1961년 5월 23일 ~ )는 일본의 외교관이다. 주중화인민공화국 공사, 대신관방 심의관, 대신관방장, 주중화인민공화국 특명전권대사 등을 역임했다.

## 인물
오사카부에서 태어나 오사카 부립 덴노지 고등학교를 거쳐 1985년 3월 교토 대학 법학부를 졸업한 후 외무성에 입성했다. 외무성에 입성한 후인 1986년에 난징 대학에 유학했고, 1988년에는 캘리포니아 대학교 샌디에이고에서 유학했다.
톈안먼 사건이 일어난 1989년에 중화인민공화국으로 건너가 베이징의 주중화인민공화국 일본대사관에서 2등 서기관으로 근무한 뒤 1990년 문화교류부 문화 제2과, 1992년 경제협력국 정책과, 1994년 경제협력국 조사계획과 수석사무관 등을 거쳐 1995년에 다시 주중화인민공화국 일본대사관에서 1등 서기관(경제부), 1997년에 1등 서기관(정치부) 등을 맡았다. 1999년에는 홍콩으로 건너가 주홍콩 일본총영사관 영사(정무부장), 이어 2001년에는 중화민국의 일본대만교류협회 타이베이 사무소에 총무부장으로 파견 근무했다.
2003년에 외무성 아시아 대양주국 동북아시아과 기획관 겸 일한경제조정실장, 2004년에 국제정보총괄관부 국제정보관(제3 국제정보관실 담당), 2007년 2월에는 아시아 대양주국 남부아시아부 동남아시아 제1과장, 2008년 8월 아시아 대양주국 중국·몽골과장 등을 역임했다. 2011년 9월에는 주중화인민공화국 일본대사관의 공사(정무공사)로 일했다.
2013년 11월부터 외무성 대신관방, 같은 해 12월에는 외무성 대신관방 총무과장, 2015년 10월에 외무성 대신관방 심의관 겸 아시아 대양주국·아시아 대양주국 남부아시아부, 2016년 8월 일본대만교류협회 타이베이 사무소에 파견 근무했고 2018년 7월 20일에는 외무성 영사국장, 2019년 7월 2일에는 외무성 대신관방장으로 부임했다.
2020년 7월 15일, 신임 주중화인민공화국 특명전권대사로 기용될 가능성이 높다는 내용의 언론 보도가 나오면서 중국측으로부터 아그레망을 받은 뒤 같은 해 9월 16일자로 발령, 두 달 후인 11월 26일에 공식 부임했다. 대사로 부임하자마자 12월 9일까지 코로나19로 인해 격리 조치를 받은 뒤 해제됐다.

## 일화
외무성에서 중국어 연수를 받은 차이나 스쿨 출신이다. 중국 공산당내에 독자적인 인맥을 구축하고 있다는 평가를 받는 한편 차이나 스쿨치고는 이례적으로 대중 강경파로 알려져 있다. 외교관으로서의 해외 근무는 중국, 홍콩, 대만 등 중화권 국가에서만 근무했기 때문에 커리어관료로서는 극히 이례적이다. 특히 대만(일본대만교류협회 타이베이 사무소)에서의 두 차례 근무는 대만과의 단교 후 처음이다.
2006년 제1차 아베 신조 내각 출범 때 야치 쇼타로 사무차관 하에 중일 전략적 호혜관계의 신구상 구축에 깊이 관여한 것으로 알려졌다. 2008년에 아시아 대양주국 중국·몽골과장에 부임하기 직전 인민일보 자매지 환구시보는 다루미를 간첩으로 지목된 바 있다. 2010년 9월, 간 나오토 내각 당시 센카쿠 열도 중국 어선 충돌 사건이 발생했을 때 호통을 치는 간 총리에 대해 당시 중국·몽골과장이었던 다루미는 “이 사건은 민주당 정권의 대중 저자세 외교가 초래한 사태”라고 비판했다.
풍경 사진을 촬영하는 것이 취미로 삼고 있으며 ‘사진의 날’ 기념 사진전 2015·환경대신상 등 다수의 수상 작품도 있다. 2018년에는 중화민국 총통부(타이베이시)에서 개인전을 열어 당시 부총통이었던 천젠런이 방문하여 관람했다.
교토 대학 시절에는 체육회 럭비부에서 활약했고, 국제정치학자인 고사카 마사타카 연구실에도 소속됐다.

## 주요 경력
- 1984년 : 외무공무원 채용 시험에 합격
- 1985년 3월 : 교토 대학 법학부 졸업
- 1985년 4월 : 외무성 입성
- 1989년 6월 : 주중화인민공화국 일본대사관 2등 서기관
- 1995년 10월 : 주중화인민공화국 일본대사관 1등서기관
- 1999년 1월 : 주홍콩 일본총영사관 영사
- 2001년 4월 : (재)교류협회 타이베이 사무소 총무부장
- 2003년 4월 : 외무성 아시아 대양주국 동북아시아과 기획관
- 2007년 2월 : 외무성 아시아 대양주국 남부아시아부 동남아시아 제1과장
- 2008년 8월 : 외무성 아시아 대양주국 중국·몽골과장
- 2011년 9월 : 주중화인민공화국 일본대사관 공사
- 2013년 12월 : 대신관방 총무과장
- 2015년 10월 : 대신관방 심의관(아시아 대양주국, 아시아 대양주국 남부아시아부)
- 2016년 8월 : (공재)교류협회 타이베이 사무소
- 2018년 7월 : 영사국장
- 2019년 7월 : 대신관방장( ~ 2020년 7월)
- 2020년 9월 ~ 2023년 12월 : 주중화인민공화국 특명전권대사